# Scaphoideus fuscus
Scaphoideus fuscus är en insektsart som beskrevs av Kitbamroong och Freytag 1978. Scaphoideus fuscus ingår i släktet Scaphoideus och familjen dvärgstritar. Inga underarter finns listade i Catalogue of Life.